# George Edward Moore
George Edward Moore, angleški filozof, * 4. november 1873, London, Anglija, ZK, † 24. oktober 1958, Cambridge, Anglija, ZK. 
Skupaj z Russllom, Fregejem in Wittgensteinom ga prištevamo med ustanovitelje sodobne analitične filozofije. Na filozofskem področju je njegov najpomembnejši prispevek v etiki, kjer je zavrnil utilitaristične in idealistične sodobnike ter uveljavil analitično filozofsko interpretacijo na temeljna etična vprašanja.

## Filozofsko izhodišče
Rojen je bil v Upper Norwoodu, takrat še predmestju Londona. Na kolidžu Trinity Univerze v Cambridgeu, kjer je študiral tudi Russell, je dobil zanimanje za filozofijo. V britanski filozofiji je takrat pretežno prevladovalo heglijanstvo, ki ga je zastopal predvsem Francis Herbert Bradley. Sčasoma sta britansko heglijanstvo spodrinili mlajši filozofski šoli, ki sta nasprotovali spekulativnemu heglijanskemu idealizmu. Ti šoli sta utilitarizem in analitična filozofija. Kljub temu da Moora Skupaj z Russllom uvrščamo med glavne protagoniste slednje, analitične šole, so pri njem opazni močni vplivi tudi drugih dveh filozofskih šol.    
Po uspešno zaključenem študiju mu je dediščina za nekaj let omogočila zaseben študij filozofije. Z deloma »Zavrnitev idealizma« (The Refutation of Idealism; 1903) in »Principia Ethica« (1903) je dosegel filozofski preboj in se uveljavil s svojim prepoznavnim analitičnim slogom. 

## Naturalistična zmota
V predgovoru k drugi izdaji »Principie Ethice«, ki je do sedaj edino Moorovo delo v slovenskem prevodu, opredeli naturalistično zmoto kot napačno poistosvetenje nečesa, kar je dobro, s katerim kolim drugim predikatom. Na primer, kadar nekaj, kar je dobro, poistosvetimo s koristnostjo, kar je očiten primer utilitaristov, ali pa kadar dobro poistosvetimo s heglijanskim Absolutom. Skozi zgodovino filozofije so se pojavljala različna tolmačenja tistega, kar je ali naj bi veljalo za "dobro" s povsem konkretnimi prijemi, kot je na primer čutno ugodje, ali pa abstraktnimi metafizičnimi spekulacijami, ki "dobro" poistosvetijo z abstraktnim konceptom ali pa metafizično stvarnostjo (npr. Bog, Absolut).
Moorova novost pri iskanju odgovora na temeljna etična vprašanja kot na primer "kaj je dobro" prekinja s tradicijo istosvetenja "dobro" s pomeni, ki se od njega razlikujejo in razhajajo. "Dobro" se po Mooru ne da definirati, kar pomeni, da kot predikat pripada sam sebi, ne pa kateremu drugemu predikatu. Na tem mestu je vredno omeniti očiten vpliv prvih let sodelovanja z Russllom, od katerega je prevzel model logičnega atomizma in ga v modificirani obliki uporabil v etiki. "Dobro" kot tisti atomarno enostaven pojem oziroma lastnost, ki je ne moremo nadaljnje analizirati in vsebinsko opredeliti z definicijo. Kar pomeni, da Moore zavzame do problema etično "dobrega" meta-etično pozicijo, ki bolj razkriva napake in zmotna tolmačenja preteklih etičnih tradicij, kot pa da ponavlja ali na novo uvaja vsebinsko polne opredelitve "dobrega". Moore se sicer v Prvem predgovoru opredeli kot intuicionist, kar je potrebno razumeti previdno, saj etični intuicionizem, ki ga zagovarja in ki se v sodobni analitični filozofiji pojavlja pod imenom "etični ne-naturalizem", ne uvaja nobenih intuitivno vsebinsko polnih spoznanj o končnem statusu predikata "dobro".

## »Tukaj je roka«
V eseju »V obrambo zdravega razuma« (A Defence of Common Sense; 1925) je postal znan zaradi argumenta o obstoju zunanjega sveta, s katerim je poudaril zanesljivost spoznanja, ki izhaja iz "zdravega razuma" (ang. common sense), proti skeptičnim in idealističnim pogledom o obstoju zunanjega sveta. Ta pogled je kasneje nadgradil z esejem »Dokaz za obstoj zunanjega sveta« (Proof of an External World; 1939), v katerem je prišel na izvirno in preprosto idejo, kako zavržemo skepticizem o obstoju zunanjega sveta kot neutemeljen. Menil je, da lahko zunanji svet dokaže z dvigom desne roke in izjavo "Tukaj je ena roka", nakar svetuje, da dvignemo še levo roko in izjavimo "Tukaj je druga roka". Sklepni zaključek tega ilustrativnega dviganja rok je končni dokaz, da sta v svetu vsaj dva materialna objekta, o katerih ni dvoma in zato mora zunanji svet zagotovo obstajati. Skeptik bo preko sklepanja modus ponens trdil, da ni prepričan o obstoju zunanjega sveta. Ker ne, ali svet obstaja ali ne, potem ne more biti prepričan, ali obstaja kakšna stvar v svetu npr. roka, ki jo lahko dvigne. 
Moore ne napade tega sklepanja neposredno, pač pa ga preoblikuje v sklepanje modus tollens:
če skeptik ni prepričan o obstoju zunanjega sveta, potem skeptik ne vé, ali ima roki, ki ju lahko dvigne. Toda skeptik vé, da ima roki, ki ju lahko dvigne. Zatorej tudi ne ve, ali je njegov dvom o obstoju zunanjega sveta sploh utemeljen. 
Čeprav se Moorov preobrat v sklepanju zdi šibek ima pomembno okoliščino: Moore skeptikovo premiso o (ne)obstoju zunanjega sveta ohrani in s spremembo argumenta iz modus ponens v modus tollens zavrže skeptikovo gotovost v lastno izhodišče kot nesmiselno.

## Dela
Seznam pomembnejših del po letu izida:
- »Zavrnitev idealizma« (The Refutation of Idealism; 1903)
- »Principia Ethica« (1903)
- »Filozofske študije« (Philosophical Studies; 1922)
- »V obrambo zdravega razuma« (A Defence of Common Sense; 1925)
- »Dokaz za obstoj zunanjega sveta« (Proof of an External World; 1939)